# Šternberk (pohádka)

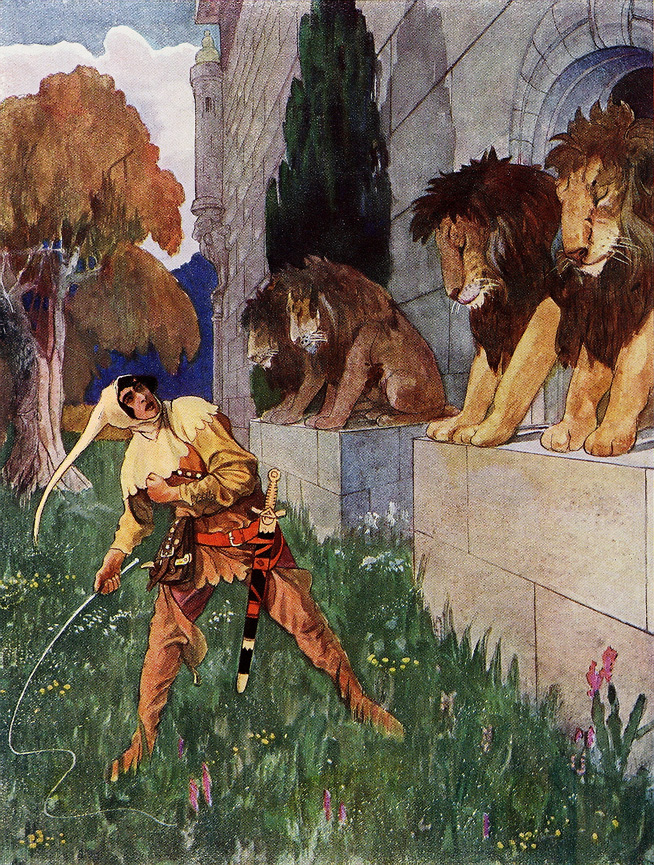
Ilustrace k pohádce od Artuše Scheinera

Šternberk je pohádka pocházející ze sbírek Boženy Němcové. 
Pohádka vypráví o rybáři, nemá žádné děti. I když touží nějaké mít. Jednou pomůže sokolovi, a ten mu za odměnu splní jeho přání. Ze tří obřích vajec se vylíhnou tři synové. 

## Filmová adaptace
- Jak si zasloužit princeznu – česká filmová pohádka režiséra Jana Schmidta z roku 1994.

## Online dostupné dílo
- NĚMCOVÁ, Božena. Národní báchorky a pověsti. Litomyšl: Antonín Augusta, 1862. 328 s. Dostupné online. Kapitola Sternberk, s. 214–234.